# Salteras
Salteras é um município da Espanha, na província de Sevilha, comunidade autónoma da Andaluzia. Tem 57,46 km² de área e em 2021 tinha 5 646 habitantes (densidade: 98,3 hab./km²). Pertence à comarca de Aljarafe, e limita com os municípios de Gerena, Guillena, La Algaba, Olivares, Santiponce, Villanueva del Ariscal,
Espartinas, Valencina de la Concepción.